# Cerodontha magnicornis
Cerodontha magnicornis este o specie de muște din genul Cerodontha, familia Agromyzidae. A fost descrisă pentru prima dată de Friedrich Hermann Loew în anul 1869. Conform Catalogue of Life specia Cerodontha magnicornis nu are subspecii cunoscute.